# Nicolas Douchez
Nicolas Douchez (ur. 22 kwietnia 1980 w Rosny-sous-Bois) – piłkarz francuski grający na pozycji bramkarza. Obecnie jest zawodnikiem klubu Red Star FC.

## Kariera klubowa
Douchez karierę piłkarską rozpoczął w klubie Le Havre AC. Już w 1999 roku stał się członkiem kadry pierwszego zespołu. Był jednak rezerwowym dla Sébastiena Hamela i w swoim debiutanckim sezonie nie rozegrał żadnego spotkania dla klubu z Hawru, który spadł do Ligue 2. Po spadku klubu do drugiej ligi Nicolas nadal był rezerwowym i tym razem przegrywał rywalizację ze Słowakiem Alexandrem Vencelem, a potem także z Kameruńczykiem Idrissem Carlosem Kamenim. Przez 5 sezonów nie rozegrał dla Le Havre żadnego ligowego spotkania.
W sierpniu 2003 roku Douchez odszedł z Le Havre i został zawodnikiem innego drugoligowca, LB Châteauroux. W jego barwach zadebiutował 23 sierpnia w zremisowanym 2:2 domowym spotkaniu z FC Lorient. Przez cały sezon był podstawowym zawodnikiem zespołu i w jego barwach rozegrał 26 spotkań.
W 2004 roku Nicolas odszedł z Châteauroux i został zawodnikiem klubu Ligue 1, Toulouse FC. Jednak w sezonie 2004/2005 nie rozegrał dla zespołu z Tuluzy żadnego meczu i pełnił rolę dublera dla Christophe'a Revaulta. 4 lutego 2006 rozegrał swój pierwszy mecz w barwach Toulouse, które wygrało 1:0 u siebie z FC Nantes. Od sezonu 2006/2007 był pierwszym bramkarzem klubu i na jego koniec zajął 3. miejsce w Ligue 1, najwyższe w historii klubu. W Tolouse grał do końca sezonu 2007/2008 i łącznie rozegrał dla tego klubu 86 meczów.
W lipcu 2008 roku Douchez przeszedł za 2 miliony euro do drużyny Stade Rennais FC. 9 sierpnia rozegrał dla tego bretońskiego zespołu swój pierwszy mecz, zremisowany 4:4 z Olympique Marsylia.
10 czerwca 2011 roku Douchez podpisał 3–letni kontrakt z Paris Saint-Germain.
| Sezon   | Klub                | Kraj    | Rozgrywki | Mecze | Bramki | Rozgrywki Europy                    | Mecze | Bramki |
| ------- | ------------------- | ------- | --------- | ----- | ------ | ----------------------------------- | ----- | ------ |
| 1999/00 | Le Havre AC         | Francja | Ligue 1   | 0     | 0      | -                                   | -     | -      |
| 2000/01 | Le Havre AC         | Francja | Ligue 2   | 0     | 0      | -                                   | -     | -      |
| 2001/02 | Le Havre AC         | Francja | Ligue 2   | 0     | 0      | -                                   | -     | -      |
| 2002/03 | Le Havre AC         | Francja | Ligue 1   | 0     | 0      | -                                   | -     | -      |
| 2003/04 | Le Havre AC         | Francja | Ligue 1   | 0     | 0      | -                                   | -     | -      |
| 2003/04 | LB Châteauroux      | Francja | Ligue 2   | 26    | 0      | -                                   | -     | -      |
| 2004/05 | Toulouse FC         | Francja | Ligue 1   | 0     | 0      | -                                   | -     | -      |
| 2005/06 | Toulouse FC         | Francja | Ligue 1   | 14    | 0      | -                                   | -     | -      |
| 2006/07 | Toulouse FC         | Francja | Ligue 1   | 36    | 0      | -                                   | -     | -      |
| 2007/08 | Toulouse FC         | Francja | Ligue 1   | 36    | 0      | Liga Mistrzów UEFA Liga Europy UEFA | 2 5   | 0 0    |
| 2008/09 | Stade Rennais FC    | Francja | Ligue 1   | 37    | 0      | Liga Europy UEFA                    | 6     | 0      |
| 2009/10 | Stade Rennais FC    | Francja | Ligue 1   | 37    | 0      | -                                   | -     | -      |
| 2010/11 | Stade Rennais FC    | Francja | Ligue 1   | 37    | 0      | -                                   | -     | -      |
| 2011/12 | Paris Saint-Germain | Francja | Ligue 1   | 0     | 0      | Liga Europy UEFA                    | 7     | 0      |
| 2012/13 | Paris Saint-Germain | Francja | Ligue 1   | 4     | 0      | Liga Mistrzów UEFA                  | 0     | 0      |
| 2013/14 | Paris Saint-Germain | Francja | Ligue 1   | 1     | 0      | Liga Mistrzów UEFA                  | 0     | 0      |
| 2014/15 | Paris Saint-Germain | Francja | Ligue 1   | 0     | 0      | Liga Mistrzów UEFA                  | 0     | 0      |

Stan na: 9 września 2014 r.